# Dolno Vărșilo, Pazardjik
Dolno Vărșilo (în bulgară Долно Вършило) este un sat în comuna Septemvri, regiunea Pazardjik,  Bulgaria. 

## Demografie
Componența etnică a satului Dolno Vărșilo
     Bulgari (80%)
     Nicio identificare (20%)
     Altele (0%)
La recensământul din 2011, populația satului Dolno Vărșilo era de 5 locuitori. Din punct de vedere etnic, majoritatea locuitorilor (80,0%) erau bulgari. Pentru 20,0% din locuitori nu este cunoscută apartenența etnică.